# Оспиталет-Вель

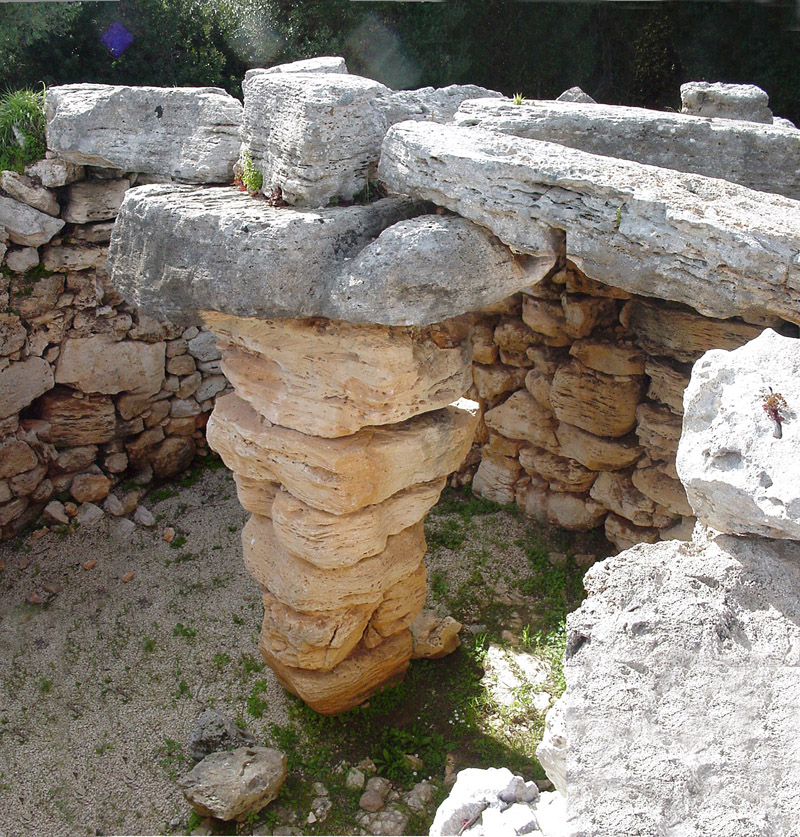
Центральная колонна с остатками каменной крыши.

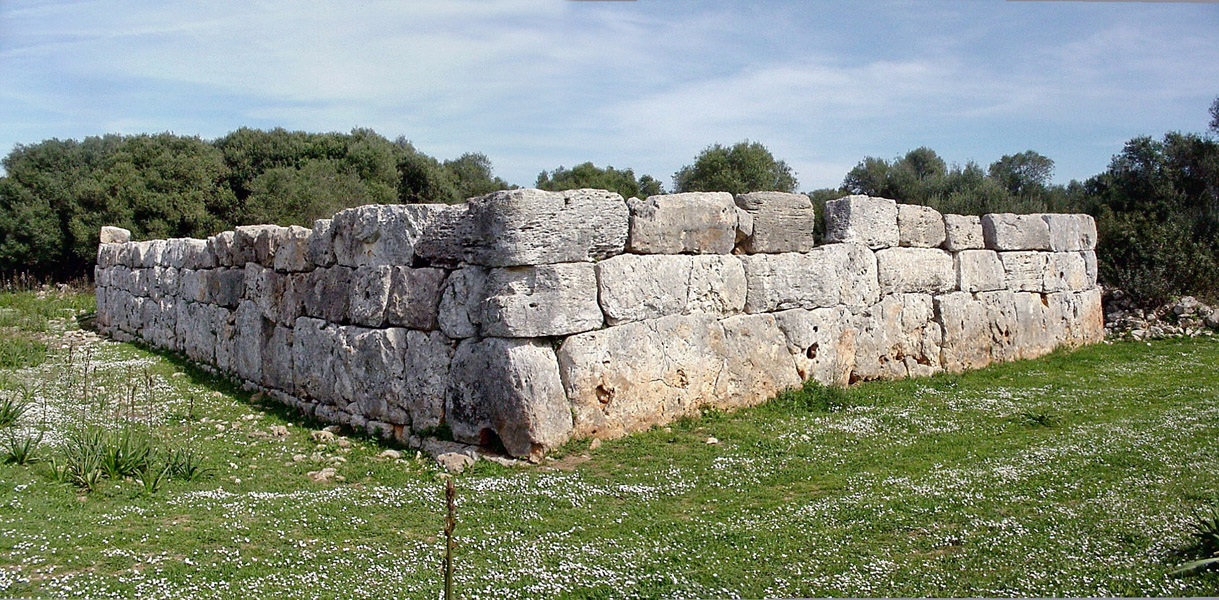
Необычно хорошо обработанная стена

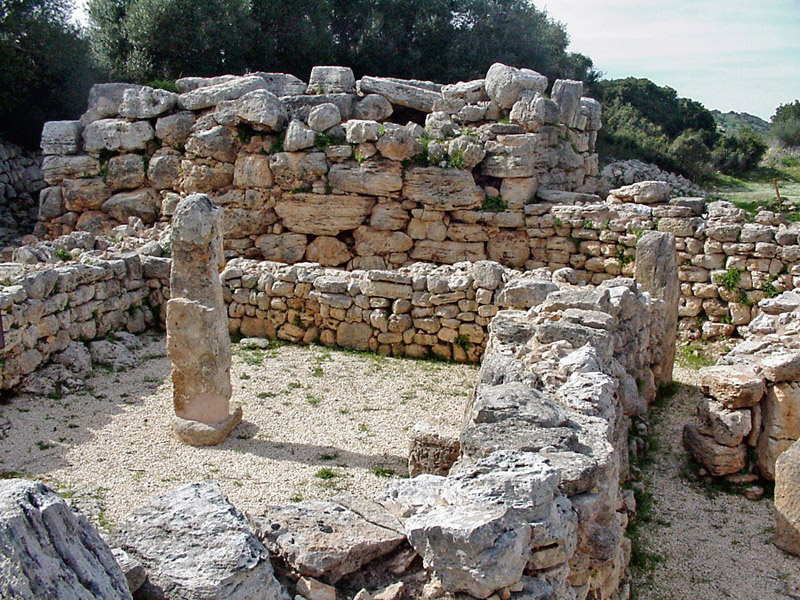
Квадратный талайот — вид сбоку.

Оспиталет-Вель, кат. Hospitalet Vell — крупное поселение эпохи талайотской культуры на испанском острове Мальорка, у дороги на Калес-де-Мальорка.

## Датировка
Территория Оспиталет-Вель была населена уже в ранний период; здесь обнаружены руины наветы доталайотского периода, однако сохранившийся талайот с квадратным сечением и длинная стена, по-видимому, относятся к намного более позднему — пунийскому — периоду истории острова. Предполагается, что массовое строительство сооружений началось здесь в период карфагенского владычества около 5 в. до н. э.
Поселение было заброшено не позднее 2 в. до н. э., то есть в тот период, когда Рим победил Карфаген и захватил Мальорку.

## Описание
Талайот Оспиталет-Вель существенно отличается от всех прочих талайотов на острове и уникален по ряду причин. Прежде всего, обращает на себя внимание 22-метровая стена, квадратная по периметру. Эта стена сооружена по необычной для Мальорки технологии. По этой причине, а также в связи с находой большого количества предметов времён пунических войн предполагается, что в этом месте находился сооружённый карфагенянами торговый и военный пункт. Вероятно, именно здесь готовились элитные подразделения выходцев с Мальорки, которых римляне называли «метателями камней».

## Талайот
Необычен также квадратный талайот. Это единственный на Мальорке талайот, на центральном столбе которого обнаружены остатки бывшей крыши. Предполагается, что крыша этого талайота была выполнена не из деревянных балок и листьев, как у других подобных сооружений, а из каменных плит. Интересно также то, что стены этого талайота, в отличие от других, не наклонные, а почти вертикальные.